# Praia do Almoxarife (ilha de São Tomé)
A Praia do Almoxarife é uma praia do Arquipélago de São Tomé e Príncipe, localiza-se a Este da ilha de São Tomé entre a localidade de Santana e a Praia das Pombas, próxima à localidade do Samero.